# Lagochile cuenoti
Lagochile cuenoti är en skalbaggsart som beskrevs av Marc Soula 2010. 
Lagochile cuenoti ingår i släktet Lagochile och familjen Rutelidae. Inga underarter finns listade i Catalogue of Life.